# レーティッシュ鉄道De2/2 151形電動貨車

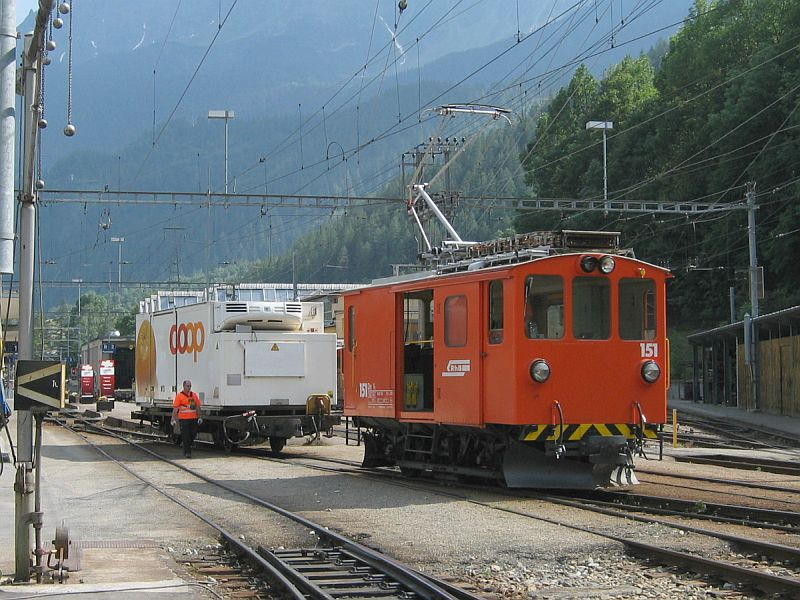
ポスキアーヴォ駅で入換に使用されるDe2/2 151号機、木骨鋼板張りの車体、2006年

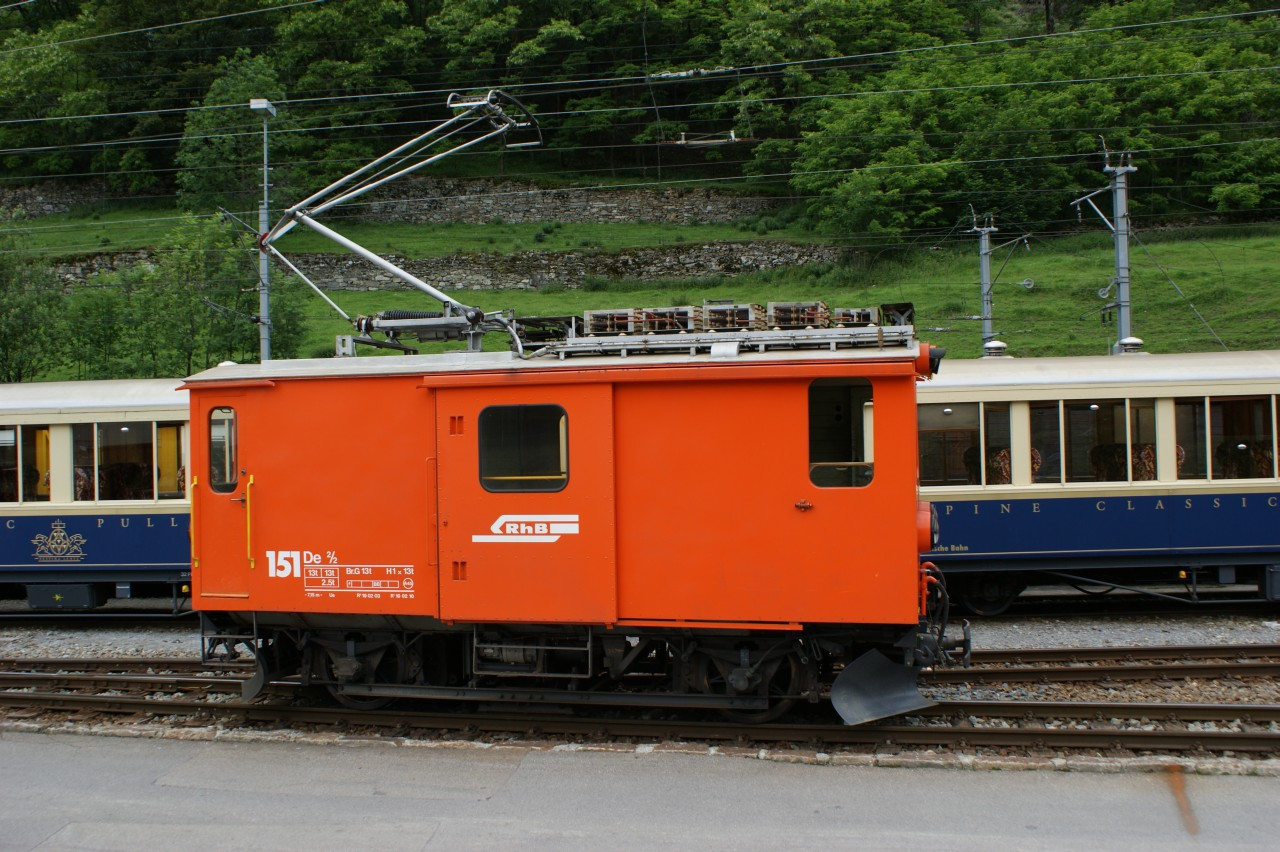
ポスキアーヴォ駅で入換に使用されるDe2/2 151号機、 鋼板張りの車体となったが形態は製造時とほぼ同一、2010年

レーティッシュ鉄道De2/2 151形電動貨車（レーティッシュてつどうDe2/2 151がたでんどうかしゃ）は、スイスのレーティッシュ鉄道（Rhätischen Bahn (RhB)）のベルニナ線（Berninabahn）で使用される山岳鉄道用電動貨車である。

## 概要
1908年にベルニナ鉄道として開業したレーティッシュ鉄道のベルニナ線の入換用および小貨物列車や工事列車用として1909年にFe2 51号機として製造された電動貨車で、車体、機械部分、台車の製造をSIG、電機部分、主電動機の製造をAlioth（のちにBBCに合併）が担当した。抵抗制御による定格出力104 kW / 750 Vもしくは154 kW / 1000 V、最大牽引力24.5 kNの小型機で、ベルニナ鉄道がレーティッシュ鉄道と合併したことに伴いFe2/2 51号機となり、その後称号改正によりDe2/2 151号機となったが、木製車体の鋼体化、ブレーキの改良など改造を受けながら100年以上の長きに渡って使用されている。

## 仕様

### 車体
- 車体は台枠のみ鋼材の組立式とした箱形の木製で、正面は切妻、内開式貫通扉つきで、上部中央と下部左右に前照灯が計3箇所設置されている。側面は中央に荷物積降用の幅1500 mmの引戸があり、両運転台部分と荷物扉両脇に窓が設置されていた。なお、側面には乗務員扉は設置されていなかった。
- 室内は荷物室と運転室の区分がなく一体となっており、運転台は貫通扉をはさんで左側に大型のマスターコントローラーが設置され、右側にはブレーキ弁と手ブレーキのハンドルが設置されている。
- 連結器はねじ式連結器で緩衝器が中央、フック・リングがその左右にあるタイプである。また、車体の前面下部にスノープラウが設置されている。
- 車体塗装は製造時は灰色で、屋根および屋根上機器がグレー、床下機器と台車はダークグレーであったが、その後車体が緑色なり、さらに車体が茶色、屋根が銀となった。車体色はその後さらに赤茶色をベースに荷物扉にレーティッシュ鉄道のマークが入ったものに変更され、現在ではオレンジをベースに荷物扉にレーティッシュ鉄道のマーク、車体左側の機番が入り、正面台枠部が黒と黄色の警戒塗装となっている。

### 走行機器
- 主電動機などの走行機器はベルニナ鉄道の主力であったBCe4 1-14形電車[5]と共通の部品を使用している。
- 制御方式は抵抗制御式であり、ブレーキ装置は主制御器による発電ブレーキのほか、手ブレーキ、真空ブレーキ装置を装備している。
- 主電動機は定格出力52 kW / 750 V、77 kW / 1000 VのAlioth製Typ GTM65自然冷却式直流直巻整流子電動機を2台搭載し、最大牽引力24.5 kNの性能を発揮する。
- 台車は軸距3500 mm、車輪径850 mmの単台枠で軸ばねは重ね板ばね、主電動機は吊掛け式に装荷される。

### 改造
- 1951年に集電装置を大型のビューゲル2基からパンタグラフ1基に交換している。また、時期は不明であるが車体の外板の貼替がされ、当初板が縦目であったものが横目に変更されている。
- 1962年には車体の更新工事が行われ、正面は貫通扉が埋められて3枚窓となるとともに、窓周りが鋼板となり、側面は荷物扉が鋼製となったほか、乗務員室左側に乗降扉が設けられた。また、正面上部に標識灯が追加され、前照灯と同じライトケースに設置されている。
- 同時に走行装置も改造され、主抵抗器が屋根上に移設されてパンタグラフが屋根中央から端部に移設されたほか、入換用空気ブレーキと電動空気圧縮機、電磁吸着ブレーキの追加を実施している。また、制御装置もMFO[6]製のものに変更され、マスターコントローラーも交換されて、スイスやドイツで一般的な円形のハンドル式のマスターコントローラーが運転台中央に設置されている。
- 1980年に車体を木骨鋼板張に改造しているが、車体の形態は木製時代と変更されていない。また、パンタグラフをSimens製のシングルアーム式1基に交換している。

### 主要諸元
- 軌間：1000 mm
- 電気方式：DC 750 V（1935年まで）もしくはDC 1000 V架空線式
- 最大寸法：全長7150 mm、全幅2500 mm、全高3500 mm（パンタグラフ折畳時）
- 軸距：3350 mm
- 自重
  - 製造時：12.5 t
  - 車体更新後：13.0 t
- 荷重：2.5 t
- 荷室面積：13 m2
- 走行装置
  - 主制御装置：抵抗制御式
  - 主電動機：Type GTM 65直流直巻電動機×2台
（定格出力：52 kW / 750 V / 於18 km/h、77kW / 1000 V / 於26 km/h）
  - 減速比：4.500
- 牽引力：24.5 kN（最大）、20 kN（定格）
- 最高速度：45 km/h
- ブレーキ装置：発電ブレーキ、手ブレーキ、真空ブレーキ、（後に入換用の空気ブレーキと電磁吸着ブレーキを追加）

## 運行

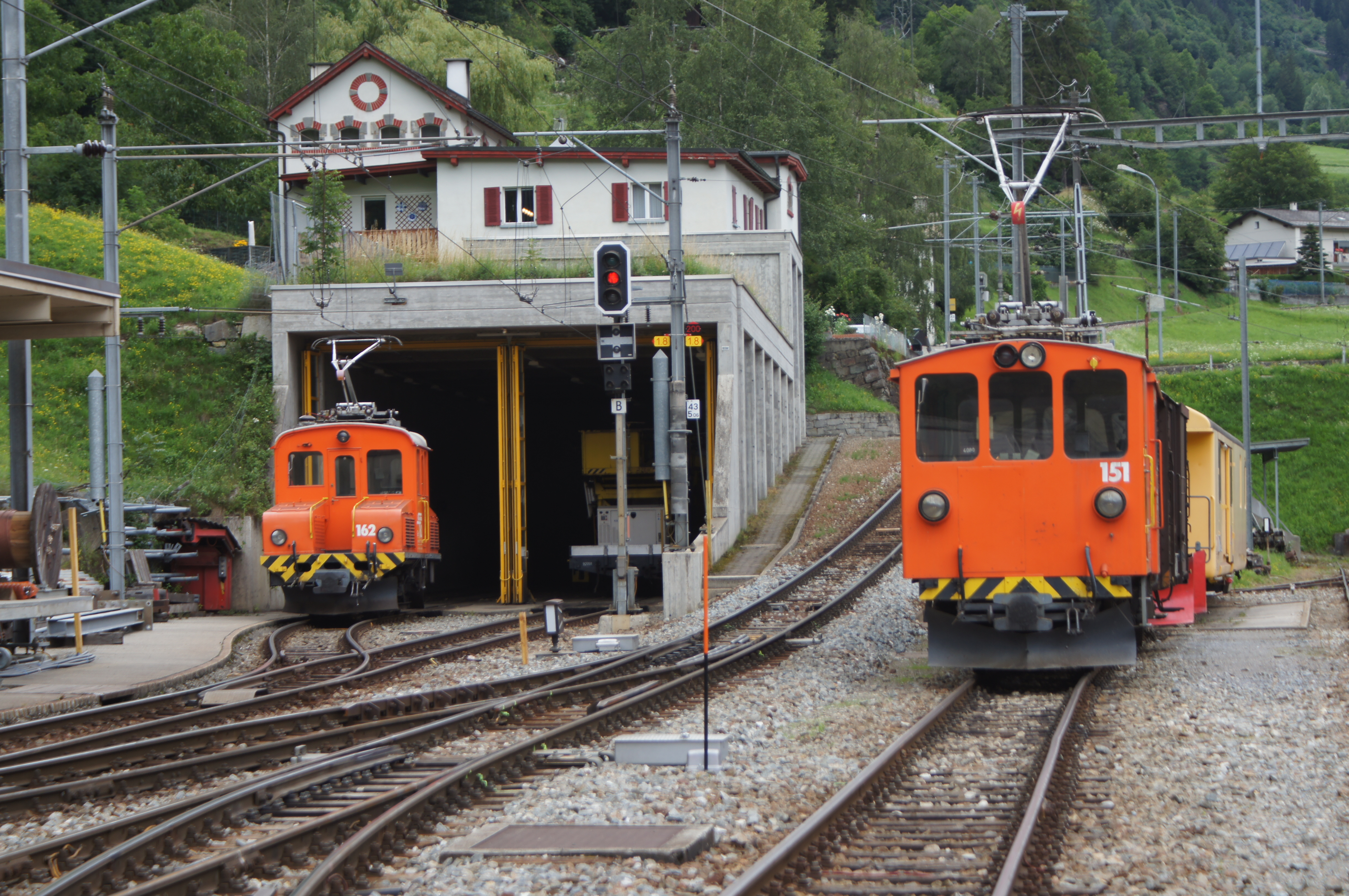
1911年製のGe2/2 162号機とともにポスキアーヴォ駅で入換に使用されるDe2/2 151号機、両機とも製造後100年以上経過している、2014年

- 主にレーティッシュ鉄道のDC 1000 V区間であるベルニナ線のサンモリッツからイタリアのティラーノ間で使用されているが、この線は全長60.69 km、最急勾配70パーミル、最急曲線半径45 m、最高高度2253 m、高度差1824 mの山岳路線である。
- レーティッシュ鉄道のDC 1000 V区間であるベルニナ線の入換用に使用されている。
- 入換用として夏季は主にポスキアーヴォ駅で使用され、それ以外ではオスピッツォ・ベルニナ駅で使用されている。